# Гунтберт
Гунтберт (фр. Guntbert; лат. Guntbertus; умер в 862 или 863) — епископ Эврё (846—862 или 863).

## Биография

### Участие в церковных соборах
О происхождении Гунтберта ничего не известно. Он взошёл на епископскую кафедру Эврё в 846 году, став преемником скончавшегося епископа Иосифа. Основными документами, освещающими жизнь Гунтберта, являются акты различных церковных соборов, в которых тот неоднократно принимал участие.
Первым из таких собраний стал собор в Париже 14 февраля 847 года, на котором смещённому ранее архиепископу Реймса Эббону было запрещено въезжать на территорию своей бывшей архиепархии. 5 ноября 849 года епископ Гунтберт присутствовал на ещё одном синоде в Париже и поставил свою подпись под посланием к Номиноэ, в котором иерархи Западно-Франкского государства требовали от правителя Бретани прекратить политику отторжения бретонских епархий от их митрополии в Туре.
26 апреля 853 года епископ Эврё принял участие в большом собрании светских и церковных лиц, состоявшемся в Суассоне. Здесь, в присутствии короля Карла II Лысого и архиепископов Гинкмара Реймсского, Венилона Сансского и Амори Турского, своих кафедр были лишены все епископы, рукоположённые в сан Эббоном после его смещения в 835 году, а также принят целый ряд других решений.
Впоследствии Гунтберт участвовал ещё в нескольких собраниях иерархов Западно-Франкского государства: в Вербери (27 августа 853 года), в Бонней-сюр-Марне (август 855 года), в Савоньере (14 июня 859 года), на котором за измену королю был осуждён архиепископ Санса Венилон, в двух соборах в Ахене (январь — февраль 860 года), а также в синоде в Туси (22 октября — 7 ноября 860 года), разбиравшем тяжбу между графом Тулузы Раймундом I и графом Клермона Этьеном. Последние упоминания об активном участии епископа Эврё в религиозной жизни королевства относится к его присутствию летом 862 года на соборах в Питре и Суассоне, на первом из которых со своей кафедры был смещён суассонский епископ Ротад II), а на втором за противоречащий церковным законам брак были отлучены от церкви Балдуин и Юдифь, дочь короля Карла Лысого.

### Нападения норманнов
К епископству Гунтберта относится начало нападений норманнов на территорию епархии Эврё. Первое из подобных вторжений было осуществлено викингами в 846 году, когда им удалось разорить город Эврё. Опасаясь подобной же участи для своей обители, монахи Фонтенельского аббатства были вынуждены переправить бо́льшую часть монастырских реликвий в Овернь. 22 июня 851 года и сам Гунтберт укрыл от норманнов мощи святого Лёфруа, положив их в серебряную раку и перенеся в Ла-Круа-Сен-Лёфруа.
С захватом в 858 году викингами острова Уассель на Сене, их набеги на земли будущей Нормандии участились. Особенно от них страдали богатые владения церкви. Уже в этом году норманнами было разграблено Фонтенельское аббатство и убит епископ Байё Балтфрид, а в 859 году от рук викингов погибли епископы Эрминфрид Бовеский и Иммо Нуайонский. К этому времени относится направленное к Карлу II Лысому совместное письмо Гунтберта и его митрополита, архиепископа Руана Венилона, в котором содержалась просьба к королю предоставить им убежище в случае возникновения опасности для их жизни. Монарх внял просьбе прелатов и передал им королевскую виллу Тиверни на реке Уаза.
Гунтберт скончался в 862 или в 863 году. Его преемником на кафедре Эврё стал епископ Гильдуин.